# Svaniti nel nulla
Svaniti nel nulla (Disparu à jamais) è una miniserie televisiva francese pubblicata su Netflix il 13 agosto 2021, ispirata all'omonimo romanzo di Harlan Coben.

## Trama
Il giovane Guillaume Lucchesi perde il fratello e la donna amata a seguito di una tragedia. Dieci anni più tardi la sua nuova compagna Judith sparisce nel nulla. Per ritrovarla il protagonista dovrà affrontare tutte le verità che da tempo gli sono state nascoste.
È tratta dal romanzo Svaniti nel nulla di Harlan Coben del 2002, come altre trasposizioni cinematografiche dei suoi romanzi presenti su Netflix in seguito all'accordo fra l'autore e la piattaforma.

## Episodi
| Stagione       | Episodi | Pubblicazione Francia | Pubblicazione Italia |
| -------------- | ------- | --------------------- | -------------------- |
| Prima stagione | 5       | 2021                  | 2021                 |

## Personaggi

### Personaggi principali
- Guillaume Lucchesi, interpretato da Finnegan Oldfield, doppiato in italiano da Mirko Cannella: giovane ragazzo, a cui il fratello Fred e la donna amata Sonià sono morti per una tragedia 10 anni prima, entrambi la stessa sera. Si ritrova, nel presente, ad affrontare anche la scomparsa della sua nuova compagna, Judith.
- Frederic "Fred" Lucchesi, interpretato da Nicolas Duvauchelle, doppiato in italiano da Fabrizio De Flaviis: defunto fratello di Guillaume.
- Jeremie Da Costa "Daco", interpretato da Guillaume Gouix, doppiato in italiano da Paolo Vivio: miglior amico nonché collega di Guillaume, lo aiuta nelle sue ricerche.
- Judith Conti, interpretata da Nailia Harzoune, doppiata in italiano da Veronica Puccio: compagna di Guillaume, scompare misteriosamente.
- Inés Kasmi, interpretata da Garance Marillier, doppiata in italiano da Martina Felli: sorella di Sonià, ex fidanzata deceduta di Guillaume.
- Alex Kesler, interpretato da Grégoire Colin, doppiato in italiano da Gabriele Sabatini: migliore amico di Fred, il fratello defunto di Guillaume.
- Joachim Ostertag, interpretato da Tómas Lemarquis, doppiato in italiano da Enrico Pallini: ex compagno di affari di Guillaume e Fred. Tipo losco, indossa sovente un cappuccio.

### Personaggi secondari
- Mr. Lucchesi, interpretato da Jacques Bonnaffé, doppiato in italiano da Luca Biagini: padre di Guillaume, Maéva e il defunto Fred.
- Maéva Lucchesi, interpretata da Julie Moulier, doppiata in italiano da Gilberta Crispino: sorella di Guillaume e Fred.
- Awa, interpretata da Sonia Bonny Eboumbou, doppiiata in italiano da Sofia Di Pietro: compagna di Daco, che aspetta un figlio da lui.
- Alice, interpretata da Mila Ayache, doppiata in italiano da Sara Ciocca: figlia di Judith.
- Inés bambina, interpretata da Ambre Hasaj, doppiata in italiano da Sofia Fronzi: Inés da bambina, appare in alcuni flashback.

## Distribuzione
La serie TV è stata distribuita a partire dal 13 agosto 2021 su Netflix